# محمد بزرگ‌نیا
محمد بزرگ‌نیا (۱۳۲۳ در مشهد)، کارگردان و تهیه‌کننده فیلم‌های سینمایی و اهل ایران است. آثار او بیگ پروداکشن است. وی پیش از آنکه شروع به ساختن فیلم‌های سینمایی بنماید، ۲۵ سال سابقه فعالیت در تلویزیون و مستندسازی را داشته‌است. وی با دستیاری کارگردان در فیلم پستچی وارد سینمای ایران شد. وی در سال ۱۳۷۲ توانست جایزه بهترین کارگردانی را از جشنواره فیلم فجر به دلیل کارگردانی فیلم جنگ نفت‌کش‌ها کسب کند.

## فیلمشناسی

### فیلم‌های سینمایی
- راه آبی ابریشم (۱۳۸۷)
- جایی برای زندگی (۱۳۸۳)
- طوفان (۱۳۷۵)
- جنگ نفت‌کش‌ها (۱۳۷۲)
- کشتی آنجلیکا (۱۳۶۷)
- ۱۹۳۶ (۱۳۵۹)